# Joan Ivars Cervera

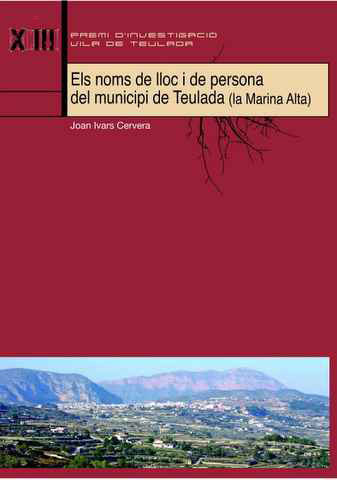

Joan Ivars Cervera (Teulada, la Marina Alta, 1947) és un investigador i catedràtic valencià.
El 2015 era vicepresident de la Societat d'Onomàstica, entitat d'àmbit dels territoris de parla catalana que investiga sobre l'Onomàstica tradicional i actual, com una branca de la Filologia i com auxiliar d'altres ciències (Geografia, Història, Botànica, Zoologia, etc.). Altres entitats en les quals participa són la Societat Valenciana de Genealogia i Heràldica i l'Associació Internacional de Llengua i Literatura Catalanes.
Preocupat per la recuperació de la cultura i tradicions valencianes, ha participat en moltes conferències, col·loquis, congressos i altres diverses activitats per tal de divulgar i recuperar part de la cultura tradicional, a més d'obrir-se als corrents culturals moderns.
Va participar en el projecte de l'Atlas Toponímic Valencià com a coordinador de les comarques del nord alacantines, a més d'enquestador de diversos pobles de la comarca de la Marina Alta (Teulada Dénia, Gata, Xàbia, Llíber, Xaló, Benissa, Calp, etc.), fruit del qual ha estat la publicació del Corpus Toponímic Valencià (2009) per l'Acadèmia Valenciana de la Llengua, en la qual apareixen els resultats dels seus treballs de camp juntament amb els dels altres enquestadors. Ha estat col·laborador del Projecte PATROM, 1993 (Patronymica Romanica), organitzat per diverses Universitats europees, amb l'aportació de la relació de noms i cognoms d'alguns dels veïns dels pobles de la Marina Alta corresponents al segle xiv. Ha participat en els congressos d'Estudis de la Marina Alta (1982-2009) i el Congrés dels Riuraus (2012), formant part dels comitès organitzador i científic, i aportant comunicacions sobre història i onomàstica, sobretot.